# ジェレミー・ヘイゼルベイカー
ジェレミー・フィリップ・ヘイゼルベイカー（Jeremy Philip Hazelbaker, 1987年8月14日 - ）は、アメリカ合衆国インディアナ州デラウェア郡マンシー出身の元プロ野球選手（外野手）。右投左打。

## 経歴

### プロ入りとレッドソックス傘下時代
2009年のMLBドラフト4巡目（全体138位）でボストン・レッドソックスから指名され、プロ入り。契約後、傘下のA-級ローウェル・スピナーズでプロデビュー。A級グリーンビル・ドライブでもプレーし、この年は2球団合計で48試合に出場して打率.165・1本塁打・9打点・11盗塁の成績を残した。
2010年はA級グリーンビルでプレーし、116試合に出場して打率.267・12本塁打・62打点・63盗塁の成績を残した。
2011年はA+級セイラム・レッドソックスとAA級ポートランド・シードッグスでプレーし、2球団合計で124試合に出場して打率.269・17本塁打・55打点・47盗塁の成績を残した。
2012年はAA級ポートランドとAAA級ポータケット・レッドソックスでプレーし、2球団合計で121試合に出場して打率.273・19本塁打・67打点・36盗塁の成績を残した。
2013年はAAA級ポータケットでプレーし、121試合に出場して打率.257・11本塁打・54打点・37盗塁の成績を残した。

### ドジャース傘下時代
2013年10月23日にアレックス・カステヤノスとのトレードで、ロサンゼルス・ドジャースへ移籍した。
2014年は傘下のAA級チャタヌーガ・ルックアウツとAAA級アルバカーキ・アイソトープスでプレーし、2球団合計で109試合に出場して打率.244・8本塁打・44打点・21盗塁の成績を残した。
2015年開幕はAA級タルサ・ドリラーズで迎え、5月1日に自由契約となった。

### カージナルス時代
2015年5月13日にセントルイス・カージナルスとマイナー契約を結んだ。移籍後は傘下のAA級スプリングフィールド・カージナルスとAAA級メンフィス・レッドバーズでプレーし、移籍前を含めて3球団合計で112試合に出場して打率.313・13本塁打・68打点・24盗塁の成績を残した。12月14日にマイナー契約で再契約した。
2016年4月2日にメジャー契約を結んでアクティブ・ロースター入りし、翌3日に行われたピッツバーグ・パイレーツとのシーズン開幕戦でメジャーデビューを果たした。4月5日の同カードではメジャー初安打、翌6日には初本塁打を放った 。この年は114試合に出場して打率.235・12本塁打・28打点・5盗塁の成績を残した。

### ダイヤモンドバックス時代
2016年11月4日にウェイバー公示を経てアリゾナ・ダイヤモンドバックスへ移籍した。
2017年は41試合に出場して打率.346・2本塁打・10打点・1盗塁の成績を残した。
2018年4月6日にDFAとなった。

### レイズ傘下時代
2018年4月10日にウェイバー公示を経てタンパベイ・レイズへ移籍し、傘下のAAA級ダーラム・ブルズへ配属された。7月6日にDFAとなり、9日に40人枠外となった（そのままAAA級ダーラムに所属）。

### ツインズ傘下時代
2018年7月19日に金銭トレードで、ミネソタ・ツインズへ移籍となり、40人枠外のままで傘下のAAA級ロチェスター・レッドウイングスへ配属された。

### 起亜タイガース時代
2018年11月20日、韓国の起亜タイガースと契約した。登録名は「ヘジュルベイコー」（해즐베이커）。
2019年は開幕から11試合に出場して打率.146、2本塁打という成績不振にあえぎ、4月4日の試合を最後に二軍落ち。その後は二軍（フューチャーズリーグ）で18試合に出場したものの打率.238、2本塁打と調子は上がらず、5月10日にウェーバー公示され退団した。

### 起亜退団後
2019年7月28日にアメリカン・アソシエーションのスーシティ・エクスプローラーズと契約した。35試合に出場して打率.248、5本塁打、18打点という成績だった。シーズン終了後に退団した。
シーズンオフにオーストラリアン・ベースボールリーグ（ABL）のアデレード・ジャイアンツでプレーしたのを最後に現役を引退した。
引退後はテネシー州ヘンダーソンヴィルにある野球スクールでコーチを務めている。

## 詳細情報

### 年度別打撃成績
| 年 度    | 球 団    | 試 合 | 打 席 | 打 数 | 得 点 | 安 打 | 二 塁 打 | 三 塁 打 | 本 塁 打 | 塁 打 | 打 点 | 盗 塁 | 盗 塁 死 | 犠 打 | 犠 飛 | 四 球 | 敬 遠 | 死 球 | 三 振 | 併 殺 打 | 打 率 | 出 塁 率 | 長 打 率 | O P S |
| -------- | -------- | ----- | ----- | ----- | ----- | ----- | -------- | -------- | -------- | ----- | ----- | ----- | -------- | ----- | ----- | ----- | ----- | ----- | ----- | -------- | ----- | -------- | -------- | ----- |
| 2016     | STL      | 114   | 224   | 200   | 35    | 47    | 7        | 3        | 12       | 96    | 28    | 5     | 2        | 4     | 2     | 18    | 2     | 0     | 64    | 1        | .235  | .295     | .480     | .775  |
| 2017     | ARI      | 41    | 61    | 52    | 10    | 18    | 2        | 2        | 2        | 30    | 10    | 1     | 0        | 0     | 0     | 9     | 2     | 0     | 20    | 0        | .346  | .443     | .577     | 1.020 |
| 2019     | 起亜     | 11    | 46    | 41    | 5     | 6     | 2        | 0        | 2        | 14    | 5     | 1     | 1        | 0     | 0     | 4     | 0     | 1     | 18    | 0        | .146  | .239     | .342     | .581  |
| MLB：2年 | MLB：2年 | 155   | 285   | 252   | 45    | 65    | 9        | 5        | 14       | 126   | 38    | 6     | 2        | 4     | 2     | 27    | 4     | 0     | 84    | 1        | .258  | .327     | .500     | .827  |
| KBO：1年 | KBO：1年 | 11    | 46    | 41    | 5     | 6     | 2        | 0        | 2        | 14    | 5     | 1     | 1        | 0     | 0     | 4     | 0     | 1     | 18    | 0        | .146  | .239     | .342     | .581  |

### 年度別守備成績
| 年 度    | 球 団    | 左翼（LF） | 左翼（LF） | 左翼（LF） | 左翼（LF） | 左翼（LF） | 左翼（LF） | 中堅（CF） | 中堅（CF） | 中堅（CF） | 中堅（CF） | 中堅（CF） | 中堅（CF） | 右翼（RF） | 右翼（RF） | 右翼（RF） | 右翼（RF） | 右翼（RF） | 右翼（RF） |
| 年 度    | 球 団    | 試 合      | 刺 殺      | 補 殺      | 失 策      | 併 殺      | 守 備 率   | 試 合      | 刺 殺      | 補 殺      | 失 策      | 併 殺      | 守 備 率   | 試 合      | 刺 殺      | 補 殺      | 失 策      | 併 殺      | 守 備 率   |
| -------- | -------- | ---------- | ---------- | ---------- | ---------- | ---------- | ---------- | ---------- | ---------- | ---------- | ---------- | ---------- | ---------- | ---------- | ---------- | ---------- | ---------- | ---------- | ---------- |
| 2016     | STL      | 52         | 42         | 0          | 1          | 0          | .977       | 21         | 33         | 0          | 3          | 0          | .917       | 6          | 4          | 0          | 0          | 0          | 1.000      |
| 2017     | ARI      | 11         | 8          | 0          | 0          | 0          | 1.000      | 6          | 3          | 0          | 0          | 0          | 1.000      | 8          | 6          | 1          | 0          | 1          | 1.000      |
| 2019     | 起亜     | 2          | 3          | 1          | 0          | 1          | 1.000      | 10         | 22         | 0          | 1          | 0          | .957       | -          | -          | -          | -          | -          | -          |
| MLB：2年 | MLB：2年 | 63         | 50         | 0          | 1          | 0          | .980       | 27         | 36         | 0          | 3          | 0          | .923       | 14         | 10         | 1          | 0          | 1          | 1.000      |
| KBO：1年 | KBO：1年 | 2          | 3          | 1          | 0          | 1          | 1.000      | 10         | 22         | 0          | 1          | 0          | .957       | -          | -          | -          | -          | -          | -          |

### 背番号
- 41（2016年 - 2017年）
- 5（2019年）